# 브이 (DC 코믹스)
브이(V)는 앨런 무어와 데이비드 로이드의 만화이자 DC코믹스에서 제작한《브이 포 벤데타》에 등장하는 가공의 인물이다. 브이는 미스터리한 아나키스트이자 반체제 운동가로, 가이 포크스 가면과 어두운 복장이 심볼이다. 무어에 따르면, 무어는 브이를 주동 인물이면서 동시에 반동 인물로 설정해 브이가 자유를 위해 싸우는 영웅인지, 단지 미치광이 테러범인지 독자 스스로 결정할 여지를 남겨 두었다.